# Élections sénatoriales tchèques de 2022
Les élections sénatoriales tchèques de 2022 ont lieu les 23 et 24 septembre 2022 pour le 1er tour puis le 30 septembre et le 1er octobre pour le 2e tour afin de renouveler un tiers du Sénat de Tchéquie. Des élections municipales ont lieu en même temps que le premier tour.
Le premier tour mène à des duels entre la coalition SPOLU du Premier Ministre Petr Fiala et ANO 2011 d'Andrej Babis. Ce dernier déclare que les élections sont un grand succès par ANO, alors que son parti parvient à doubler son nombre de voix par rapport à 2020.
En troisième position, le SPD progresse et accède à un seul second tour tandis que Maires et Indépendants chute lourdement par rapport à 2020.
Le ČSSD poursuit sa chute, tandis que le parti Droit - Respect - Expertise (PRO) réalise une percée dans plusieurs circonscriptions.

## Contexte
Le scrutin est remarqué pour la remise en jeu des sièges du président du sénat Miloš Vystrčil (ODS) ainsi que de trois de ses vices présidents : Jiří Růžička (TOP 09), Jiří Oberfalzer (ODS) et Jan Horník (STAN).

## Système électoral
Le Sénat est la chambre haute du parlement bicaméral tchèque. Il est composé de 81 sièges renouvelés par tiers tous les deux ans, les sénateurs étant élus pour un mandat de 6 ans au scrutin uninominal majoritaire à deux tours. Les candidats, âgés d'au minimum quarante ans, de nationalité tchèque et disposant de leurs droits civiques doivent réunir la majorité absolue au premier tour ou, à défaut, obtenir le plus de voix lors d'un second tour organisé six jours plus tard entre les deux candidats arrivés en tête au premier.

## Résultats
| Partis                    | Partis                                                                | Partis                                       | Premier tour | Premier tour | Premier tour | Second tour | Second tour | Second tour | Sièges        | Sièges        | Sièges | Sièges        | Sièges        |
| Partis                    | Partis                                                                | Partis                                       | Voix         | %            | Sièges       | Voix        | %           | Sièges      | Total en 2020 | En jeu        | Élus   | Total en 2022 | +/-           |
| ------------------------- | --------------------------------------------------------------------- | -------------------------------------------- | ------------ | ------------ | ------------ | ----------- | ----------- | ----------- | ------------- | ------------- | ------ | ------------- | ------------- |
|                           |                                                                       | Parti démocratique civique (ODS)             | 55 390       | 4,98         | 0            | 37 661      | 7,85        | 3           | 18            | 5             | 3      | 16            | 2             |
|                           | Union chrétienne démocrate - Parti populaire tchécoslovaque (KDU-ČSL) | 28 405                                       | 2,55         | 1            | 38 822       | 8,09        | 3           | 12          | 7             | 4             | 9      | 3             |               |
|                           | TOP 09                                                                | 5 076                                        | 0,46         | 0            |              |             |             | 5           | 1             | 0             | 4      | 1             |               |
|                           | Coalitions ODS-KDU-ČSL-TOP 09                                         | 271 668                                      | 24,42        | 1            | 153 301      | 31,95       | 10          | -           | -             | 11            | 11     | 11            |               |
| Total Ensemble (SPOLU)    | Total Ensemble (SPOLU)                                                | 360 539                                      | 32,41        | 2            | 229 784      | 47,89       | 16          | 35          | 13            | 18            | 40     | 5             |               |
|                           | ANO 2011                                                              | ANO 2011                                     | 259 336      | 23,31        | 1            | 159 675     | 33,28       | 2           | 5             | 2             | 3      | 6             | 1             |
|                           | Liberté et démocratie directe (SPD)                                   | Liberté et démocratie directe (SPD)          | 90 937       | 8,17         | 0            | 2 791       | 0,58        | 0           | 0             | 0             | 0      | 0             | en stagnation |
|                           | Maires et Indépendants (STAN)                                         | Maires et Indépendants (STAN)                | 75 406       | 6,78         | 0            |             |             |             | 18            | 5             | 0      | 13            | 5             |
|                           | Sénateur 21 (SEN 21)                                                  | Sénateur 21 (SEN 21)                         | 34 196       | 3,07         | 0            | 33 030      | 6,88        | 1           | 3             | 1             | 1      | 3             | en stagnation |
|                           | Parti social-démocrate tchèque (ČSSD)                                 | Parti social-démocrate tchèque (ČSSD)        | 29 050       | 2,61         | 0            |             |             |             | 3             | 2             | 0      | 1             | 2             |
|                           | Parti pirate (ČSP)                                                    | Parti pirate (ČSP)                           | 28 302       | 2,54         | 0            | 2           | 0           | 0           | 2             | en stagnation |        |               |               |
|                           | Droit - Respect - Expertise (PRO)                                     | Droit - Respect - Expertise (PRO)            | 27 048       | 2,43         | 0            | 0           | 0           | 0           | 0             | en stagnation |        |               |               |
|                           | Parti des indépendants                                                | Parti des indépendants                       | 25 177       | 2,26         | 0            | 0           | 0           | 0           | 0             | en stagnation |        |               |               |
|                           | Parti communiste de Bohême et Moravie (KSČM)                          | Parti communiste de Bohême et Moravie (KSČM) | 17 612       | 1,58         | 0            | 0           | 0           | 0           | 0             | en stagnation |        |               |               |
|                           | Parti des citoyens libres (Svobodní)                                  | Parti des citoyens libres (Svobodní)         | 11 730       | 1,05         | 0            | 1           | 0           | 0           | 1             | en stagnation |        |               |               |
|                           | Autres partis                                                         | Autres partis                                | 128 009      | 11,53        | 0            | 54 503      | 9,13        | 4           | 14            | 4             | 4      | 14            | 1             |
|                           | Indépendants                                                          | Indépendants                                 | 25 177       | 2,26         | 0            | 40 796      | 2,23        | 1           | 0             | 0             | 1      | 1             | 1             |
|                           |                                                                       |                                              |              |              |              |             |             |             |               |               |        |               |               |
| Suffrages exprimés        | Suffrages exprimés                                                    | Suffrages exprimés                           | 1 112 519    | 96,47        |              | 479 783     | 99,60       |             |               |               |        |               |               |
| Votes blancs et invalides | Votes blancs et invalides                                             | Votes blancs et invalides                    | 40 670       | 3,53         | 2 210        | 0,40        |             |             |               |               |        |               |               |
| Total                     | Total                                                                 | Total                                        | 1 153 189    | 100          | 3            | 481 993     | 100         | 24          | 81            | 27            | 27     | 81            | en stagnation |
| Abstentions               | Abstentions                                                           | Abstentions                                  | 1 596 469    | 57,35        |              |             | 80,56       |             |               |               |        |               |               |
| Inscrits / participation  | Inscrits / participation                                              | Inscrits / participation                     | 2 749 658    | 42,65        | 2 479 869    | 19,44       |             |             |               |               |        |               |               |